# Andrias japonicus
La salamandra gigante giapponese (Andrias japonicus) è endemica del Giappone, dove è nota come Ōsanshōuo (オオサンショウウオ/大山椒魚?). Con una lunghezza di quasi 1,5 metri è la terza salamandra più grande del mondo, essendo superata solamente dalle molto simili e strettamente imparentate salamandra gigante cinese (A. davidianus) e salamandra gigante della Cina meridionale (A. sligoi).

## Comportamento
La salamandra gigante giapponese, vivendo solamente in torrenti con acque limpide e fredde, è un animale completamente acquatico e notturno. Se minacciata, può secernere una sostanza dall'aspetto lattiginoso con un forte odore di zenzero (da cui il nome volgare della specie in lingua giapponese). Ha una vista molto scarsa e per questo motivo fa affidamento su speciali noduli sensitivi posti sulla sua fronte per individuare perfino il minimo movimento nell'acqua. Si nutre soprattutto di insetti, rane e pesci. Avendo un metabolismo molto basso ed essendo priva di competitori naturali, è una specie longeva; il record appartiene ad un esemplare che visse al Natura Artis Magistra, nei Paesi Bassi, per 52 anni.

## Storia
La salamandra gigante giapponese venne scoperta per la prima volta dagli europei quando un medico residente sull'isola di Dejima, nei pressi di Nagasaki, Philipp Franz von Siebold, ne catturò un esemplare e lo spedì a Leida, nei Paesi Bassi, negli anni 1820.

## Ciclo vitale
Il ciclo vitale somiglia a quello degli altri Urodeli, ad eccezione del fatto che la specie non si trasferisce sulla terraferma, ma continua la vita acquatica anche nell'età adulta. Gli animali compiono migrazione anadroma, risalendo i corsi d'acqua sino alle montagne per accoppiarsi e deporre le uova, che sono le più grandi tra quelle degli anfibi. Dalle uova escono delle larve acquatiche e branchiate, che si trasformeranno poi in adulti.

## Minacce e distribuzione
La specie abita i torrenti e i fiumi delle isole di Kyūshū, Honshū, e Shikoku in Giappone. In passato era oggetto di pesca e ricercata come cibo; attualmente la sua pesca è vietata. Ciononostante la salamandra gigante del Giappone è minacciata dall'inquinamento delle acque, dalla perdita dell'habitat, dovuta tra l'altro alle modifiche dei torrenti e alla costruzione di dighe, e all'eccessivo numero di catture. L'IUCN la considera una specie quasi minacciata, ed è inclusa nell'Appendice I della CITES Appendix I..